# Minuartia helmii
Minuartia helmii là loài thực vật có hoa thuộc họ Cẩm chướng. Loài này được (Fisch. ex Ser.) Schischk. mô tả khoa học đầu tiên năm 1928.